# Crassula manaia
Crassula manaia ist eine Pflanzenart der Gattung Dickblatt (Crassula) in der Familie der Dickblattgewächse (Crassulaceae). 

## Beschreibung
Crassula manaia ist eine kleine einjährige oder ausdauernde, krautige Pflanze, die dichte moosartige Matten bildet und Wuchshöhen von bis zu 1 Zentimeter erreicht. Der fadenförmige Haupttrieb ist farblos oder blassrosafarben und wurzelt unten. Die Laubblätter sind ausgebreitet-aufsteigend. Die breit elliptisch-eiförmige Blattspreite ist 1 bis 2 Millimeter (selten bis zu 3,5 Millimeter) lang und 0,6 bis 1 Millimeter. Ihre Oberfläche ist winzig dicht warzig.
Die vierzähligen Blüten erscheinen einzeln in den Blattachseln und weisen einen Durchmesser von 1 bis 1,3 Millimeter auf. Der Blütenstiel ist kürzer als 1 Millimeter. Zur Fruchtzeit ist er auf bis zu 3 Millimeter verlängert. Die dreieckig eiförmigen Kronblätter sind kürzer oder länger als die rotspitzigen Kelchblätter.
Je Fruchtblatt werden ein bis zwei mehr der weniger zylindrisch ellipsoide, braune, 0,3 bis 0,35 Millimeter lange Samen ausgebildet.

## Systematik und Verbreitung
Crassula manaia ist in Neuseeland im Westen und Süden der Region Taranaki in Küstennähe verbreitet.
Die Erstbeschreibung durch Anthony Peter Druce und William Russell Sykes wurde 1988 veröffentlicht.

## Nachweise